# J-Flag
J-Flag, acrónimo de Foro Jamaicano para Lesbianas, Bisexuales y Gais (en inglés:Jamaica Forum for Lesbians, All-Sexuals and Gays), es la primera organización LGBT de Jamaica. Fundada en 1998, trabaja por los derechos humanos de lesbianas, bisexuales y gais en Jamaica y el mundo. Es parte del Caribbean Forum of Lesbians, All-Sexuals and Gays, C-FLAG («Foro caribeño de lesbianas, bisexuales y gais»).

La misión de J-FLAG es trabajar por una sociedad jamaicana en la que los derechos humanos y la igualdad de lesbianas, bisexuales y gais son garantizadas. Para promover la aceptación y el enriquecimiento de las vidas las personas homosexuales que han sido y continúan siendo una parte integral de la sociedad.
http://www.jflag.org/about/index.htm

Organizaciones de derechos civiles LGBT de fuera del país habían señalado la violencia y discriminación extremas que había en Jamaica antes de la creación de J-Flag, más concretamente en la campaña Stop Murder Music («Alto a la música asesina»), y las minorías sexuales continúan sufriendo el riesgo de violencia física.

Mi experiencia como hombre gay viviendo en Jamaica está marcada por incidentes periódicos de abuso, tanto verbal como físico. He perdido la cuenta de las veces que me han insultado, llamado ‘battyman', ‘chi-chi', ‘sodomite', ‘dirty battybwoy' (insultos para homosexuales)
Hombre gay, hablando a J-Flag, 2003.

En respuesta, J-Flag apoya la reforma legal y la lucha por los derechos, ofrece apoyo, educación, servicios sociales y apoyo. El grupo ha tenido que interrumpir en agosto de 2001 sus lyme, eventos sociales que les permitían ganar dinero para sus actividades, por incapacidad de garantizar la seguridad de los participantes.
El grupo lleva la campaña Stop Murder Music junto con Black Gay Men's Advisory Group y Outrage!, ambos del Reino Unido. Abogan por la inclusión de la «orientación sexual» en la constitución jamaicana. Además, ayudan a gays que buscan asilo en otros países con documentación específica y conservan un archivo con información para la investigación.